# میرکس
میرکس (به انگلیسی: Mirex) یک ترکیب شیمیایی است. که جرم مولی آن ۵۴۵٫۵۵ g/mol می‌باشد. 